# Não Vai Ter Golpe!
Não Vai Ter Golpe! (título em inglês: March for Freedom) é um documentário brasileiro lançado pelo Movimento Brasil Livre em 2019, com direção de Alexandre Santos e Fred Rauh e produção de Gabriel Calamari (creditado como Gabriel Sândalo).
Definido como "um retrato do processo de Impeachment visto por quem de fato o iniciou", a obra retrata o nascimento do MBL, a jornada e atuação de seus integrantes e das manifestações populares em defesa da cassação do mandato da presidente Dilma Rousseff.

## Pré-estreia e disponibilização
A pré-estreia em São Paulo ocorreu em 2 de setembro de 2019, no Rio de Janeiro no dia 3 e em Curitiba no dia 4. A disponibilização on-line da obra foi feita apenas após o dia 5 de setembro, para as plataformas Google Play, iTunes, Vivo Play e Net Now. Posteriormente, no ano de 2020, disponibilizaram o documentário de forma gratuita no YouTube.